# Пироктон оламин
Пироктон оламин (МНН: пироктоноэтаноламин) — представляет собой химическое соединение, используемое для лечения грибковых заболеваний. Является этаноламиновой солью, производным гидроксамовой кислоты. Впервые пироктон был синтезирован в 1979 году в Германии компанией Schwarzkopf-Henkel.
Используется как действующее вещество в составе шампуней против перхоти как замена ранее применявшегося соединения пиритиона цинка, запрещённого Евросоюзом в 2021 году из-за опасений в токсичности для окружающей среды. Обладает релевантным медицинским фунгицидным действием против всех дерматофитов, дрожжевых и плесневых грибов. Действующее вещество способно проникать через клеточную мембрану грибов, таких как Malassezia furfur, и связываться с ионами железа (III), что приводит к угнетению энергетического обмена в митохондриях клеток грибов.
Ещё одним важным преимуществом при использовании в косметической продукции является то, что активный ингридиент растворяется в поверхностно-активных веществах — типичной составляющей шампуней.
В крупных объёмах пироктон оламин впервые был произведён компанией Hoechst AG. А использован был под маркой Octopirox в июле 1979 года в тонике для волос, производившимся компанией Schwarzkopf & Henkel Düsseldorf (до 1995 года было компанией Hoechst). В настоящее время это соединение входит в состав нескольких косметических средств для лечения перхоти (простого отрубевидного лишая), включая шампуни для собак и кошек.
По своей химической структуре схож с циклопироксом и пиритионом, содержащими замещённую группу пиридина (пиридинона), которая подавляет синтез эргостерола.
Помимо фунгицидных свойств, пироктон оламин также оказывает бактерицидное действие против грамположительных и грамотрицательных бактерий.
Кроме того, пироктон оламин является ингибитором сигнального пути Wnt.